# 성양군
성양군(城陽郡)은 중국의 옛 군이다. 군국제 시행 시에는 성양국(城陽國)이라 했다.

## 진
“성양후인”(城陽侯印)이라 써진 진나라의 봉니로 존재가 확인된다. 진나라 통일 당시의 36군은 아니고, 후에 36군 중 하나인 낭야군을 분할해 설치했다. 치소는 거현(莒縣) - 지금의 쥐 현이었다. 속현은 거·남무{南武, 전한의 남성(南城)}·고양(高陽)·양도(陽都)·거양(莒陽) 5현이 확인된다.

## 전한
고제 6년(기원전 201년) 봉해진 제도혜왕의 제나라의 7군 중 하나였다. 제도혜왕이 혜제 치세에 고황후를 두려워해 노원공주에게 헌납했고, 여씨 정권이 망한 후 제나라에 반환됐다가 문제 2년(기원전 178년) 왕국으로 분리돼 성양경왕에게 내려졌다. 문제 11년(기원전 169년) 성양공왕을 회남나라로 옮기면서 한나라에 속했다가, 문제 15년(기원전 164년) 제나라 분할 부활과 함께 왕국이 되고 성양공왕이 돌아왔다. 이후 성양애왕과 유리 사이인 기원전 19년 ~ 기원전 16년을 제외하고 성양나라로 존속했다.
연주자사부에 속했다. 원시 2년(2년)의 인구조사에 따르면 5만 6642호, 20만 5784명이 있었다. 아래의 속현 목록은 한서 지리지를 따른 것으로 원연·수화 지간(기원전 8년)의 현황으로 여겨지며, 일반적으로 첫 현이 군의 치소이다.
| 현명   | 한자   | 대략적 위치        | 비고                                                                              |
| ------ | ------ | ------------------ | --------------------------------------------------------------------------------- |
| 거현   | 莒縣   | 르자오시 쥐현      | 옛 나라로 영성(盈姓), 소호의 후예며 30세를 전하여 초나라에 망했다. 철관이 있었다. |
| 양도현 | 陽都縣 | 린이시 이난현 남   | 응소에 따르면 옛 양국(陽國)이다.                                                  |
| 동안현 | 東安縣 | 린이시 이수이현 남 |                                                                                   |
| 여현   | 慮縣   | 린이시 이수이현 서 |                                                                                   |

다음은 성양왕국에서 갈려나온 왕자후국이다. 총 54후국으로 전한 왕국 중 가장 많다. 다만 역후국(역현)이 평원군에 있고 지리적으로 성양국과는 떨어져 있어서 추은령의 예외로 보고 성양국이 아닌 평원군에 봉해진 것으로 보기도 하는데, 왕자후표의 말격도 평원이므로 말격이 후국이 옮겨 봉해진 자리라는 설에 따르면 추은령에 따라 성양국 안에 봉해진 후 평원군으로 옮겨갔기 때문에 성양국과 떨어진 것으로 볼 수 있다.
| 이름            | 봉해진 때                          | 폐해진 때               | 왕자후표의 말격 | 지리지의 소속 군 |
| --------------- | ---------------------------------- | ----------------------- | --------------- | ---------------- |
| 뇌(雷)          | 원삭 2년(기원전 127년) 5월 갑술일  | 원정 5년(기원전 112년)  | 동해            |                  |
| 동관(東莞)      | 원삭 2년(기원전 127년) 5월 갑술일  | 기원전 123년            |                 | 낭야             |
| 벽토(辟土)      | 원삭 2년(기원전 127년) 5월 갑술일  | 원정 5년(기원전 112년)  | 동해            |                  |
| 이향(利鄕)      | 원삭 4년(기원전 125년) 3월 을축일  | 원수 3년(기원전 120년)  |                 | 동해             |
| 유리(有利)      | 원삭 4년(기원전 125년) 3월 을축일  | 원수 원년(기원전 122년) | 동해            | [ 6 ]            |
| 동평(東平)      | 원삭 4년(기원전 125년) 3월 을축일  | 원수 3년(기원전 120년)  | 동해            |                  |
| 운평(運平)      | 원삭 4년(기원전 125년) 3월 을축일  | 원정 5년(기원전 112년)  | 동해            |                  |
| 산주(山州)      | 원삭 4년(기원전 125년) 3월 을축일  | 원정 5년(기원전 112년)  |                 |                  |
| 해상(海上)      | 원삭 4년(기원전 125년) 3월 을축일  | 원정 5년(기원전 112년)  | 낭야            |                  |
| 추구(騶丘)      | 원삭 4년(기원전 125년) 3월 을축일  | 본시 2년(기원전 72년)   |                 |                  |
| 남성(南城)      | 원삭 4년(기원전 125년) 3월 을축일  | 시건국 원년(9년)        |                 | 동해             |
| 광릉(廣陵)      | 원삭 4년(기원전 125년) 3월 을축일  | 원정 5년(기원전 112년)  |                 |                  |
| 두원(杜原)      | 원삭 4년(기원전 125년) 3월 을축일  | 원정 5년(기원전 112년)  |                 |                  |
| 맥(麥)          | 원정 원년(기원전 116년) 4월 무인일 | 원정 5년(기원전 112년)  | 낭야            |                  |
| 거합(鉅合)      | 원정 원년(기원전 116년) 4월 무인일 | 원정 5년(기원전 112년)  | 평원군          |                  |
| 창(昌)          | 원정 원년(기원전 116년) 4월 무인일 | 원정 5년(기원전 112년)  | 낭야            | 낭야             |
| 괴(蕢)          | 원정 원년(기원전 116년) 4월 무인일 | 원정 5년(기원전 112년)  |                 | 동해             |
| 호가(虖葭)      | 원정 원년(기원전 116년) 4월 무인일 | 시건국 원년(9년)        |                 | 낭야             |
| 원락(原洛)      | 원정 원년(기원전 116년) 4월 무인일 | 정화 3년(기원전 90년)   | 낭야            |                  |
| 협술(挾術)      | 원정 원년(기원전 116년) 4월 무인일 | 천한 원년(기원전 100년) | 낭야            |                  |
| 협(挾)          | 원정 원년(기원전 116년) 4월 무인일 | ?                       |                 |                  |
| 역(朸)          | 원정 원년(기원전 116년) 4월 무인일 | ?                       | 평원            | 평원             |
| 문성(文成)      | 원정 원년(기원전 116년) 4월 무인일 | 원정 5년(기원전 112년)  | 동해            |                  |
| 효정(挍靖)      | 원정 원년(기원전 116년) 4월 무인일 | 원정 5년(기원전 112년)  |                 |                  |
| 용(庸)          | 원정 원년(기원전 116년) 4월 무인일 | ?                       | 낭야            |                  |
| 적(翟)          | 원정 원년(기원전 116년) 4월 무인일 | 원정 5년(기원전 112년)  | 동해            |                  |
| 전(鱣)          | 원정 원년(기원전 116년) 4월 무인일 | 원정 5년(기원전 112년)  | 양분(양비)      |                  |
| 팽(彭)          | 원정 원년(기원전 116년) 4월 무인일 | 원정 5년(기원전 112년)  | 동해            | [ 11 ]           |
| 과(瓡)          | 원정 원년(기원전 116년) 4월 무인일 | ?                       | 북해            |                  |
| 허수(虛水)      | 원정 원년(기원전 116년) 4월 무인일 | 시건국 원년(9년)        |                 | 낭야             |
| 동회(東淮)      | 원정 원년(기원전 116년) 4월 무인일 | 원정 5년(기원전 112년)  | 북해            |                  |
| 구(拘)          | 원정 원년(기원전 116년) 4월 무인일 | 원정 5년(기원전 112년)  | 천승            |                  |
| 육(淯)          | 원정 원년(기원전 116년) 4월 무인일 | 원정 5년(기원전 112년)  | 동해            |                  |
| 강양(江陽)      | 원봉 6년(기원전 75년) 11월 을축일  | 원강 원년(기원전 65년)  | 동해            |                  |
| 고향(高鄕)      | 감로 4년(기원전 50년) 11월 임신일  | 시건국 원년(9년)        | 낭야            | 낭야             |
| 자양(茲陽)      | 감로 4년(기원전 50년) 11월 임신일  | 시건국 원년(9년)        | 낭야            | 낭야             |
| 자양 적양(藉陽) | 감로 4년(기원전 50년) 11월 임신일  | 건소 4년(기원전 35년)   | 동해            |                  |
| 도평(都平)      | 감로 4년(기원전 50년) 11월 임신일  | 시건국 원년(9년)        | 동해            | 동해             |
| 조(棗)          | 감로 4년(기원전 50년) 11월 임신일  | 시건국 원년(9년)        | 낭야            | [ 12 ]           |
| 기(箕)          | 감로 4년(기원전 50년) 11월 임신일  | 시건국 원년(9년)        | 낭야            | 낭야             |
| 고광(高廣)      | 감로 4년(기원전 50년) 11월 임신일  | 시건국 원년(9년)        | 낭야            | 낭야             |
| 즉래(卽來)      | 감로 4년(기원전 50년) 11월 임신일  | 시건국 원년(9년)        | 낭야            | 낭야             |
| 용(庸)          | 초원 원년(기원전 48년) 3월         | 영광 2년(기원전 42년)   | 낭야            |                  |
| 곤산(昆山)      | 초원 원년(기원전 48년) 3월         | 시건국 원년(9년)        | 낭야            | 낭야             |
| 절천(折泉)      | 초원 원년(기원전 48년) 3월         | 시건국 원년(9년)        | 낭야            | 낭야             |
| 박석(博石)      | 초원 원년(기원전 48년) 3월         | 시건국 원년(9년)        | 낭야            | 낭야             |
| 요안(要安)      | 초원 원년(기원전 48년) 3월         | ?                       | 낭야            |                  |
| 방산(房山)      | 초원 원년(기원전 48년) 3월         | 시건국 원년(9년)        | 낭야            | 낭야             |
| 식(式)          | 초원 원년(기원전 48년) 3월         | 홍가 원년(기원전 20년)  | 태산            | 태산             |
| 석산(石山)      | 영광 3년(기원전 41년)              | 시건국 원년(9년)        |                 | 낭야             |
| 도양(都陽)      | 영광 3년(기원전 41년)              | 시건국 원년(9년)        |                 | 동해             |
| 삼봉(參封)      | 영광 3년(기원전 41년)              | 시건국 원년(9년)        |                 | 낭야             |
| 이향(伊鄕)      | 영광 3년(기원전 41년)              | ?                       |                 | 낭야             |
| 도산(桃山)      | 영시 4년(기원전 13년) 5월 무신일   | 시건국 원년(9년)        |                 | 태산             |

## 신나라
군의 이름을 거릉(莒陵)으로 고치고 다음 현의 이름을 고쳤다.
| 전한   | 신         |
| ------ | ---------- |
| 거(莒) | 거릉(莒陵) |
| 여(慮) | 저선(著善) |

## 장관

### 성양상
- 즉묵 성(卽墨成, 무제 시기)